# Wenden (Arizona)
Wenden is een plaats (census-designated place) in de Amerikaanse staat Arizona, en valt bestuurlijk gezien onder La Paz County.

## Demografie
Bij de volkstelling in 2000 werd het aantal inwoners vastgesteld op 556.

## Geografie
Volgens het United States Census Bureau beslaat de plaats een oppervlakte van
38,5 km², geheel bestaande uit land.

## Plaatsen in de nabije omgeving
De onderstaande figuur toont nabijgelegen plaatsen in een straal van 80 km rond Wenden.